# Osmond Ezinwa
Osmond Ezinwa (Nigeria, 22 de noviembre de 1971) es un atleta nigeriano, especializado en la prueba de 4 x 100 m en la que llegó a ser subcampeón mundial en 1997.
Es hermano gemelo del también atleta Davidson Ezinwa.

## Carrera deportiva
En el Mundial de Atenas 1997 ganó la medalla de plata en los relevos 4 x 100 metros, con un tiempo de 38.07 segundos, llegando tras los canadienses y por delante de los británicos, siendo sus compañeros relevistas: Olapade Adeniken, Francis Obikwelu y Davidson Ezinwa.